# Menziken
Menziken est une commune suisse du canton d'Argovie, située dans le district de Kulm.
Depuis le 1er janvier 2023, la commune a englobé l'ancienne commune de Burg.

Photo aérienne (1964).

## Personnalités
- Hermann Burger (1942-1989), écrivain ;
- Martin R. Dean (* 1955), écrivain ;
- Klaus Merz (* 1945), écrivain.